# Język liguryjski (starożytny)
Starożytny język liguryjski – wymarły język Ligurów, którzy zamieszkiwali terytorium północno-zachodnich Włoch, południowo-wschodniej Francji (w tym Korsyki) i północno-wschodniej Hiszpanii przed przybyciem Rzymian.
Starożytni autorzy wyraźnie odróżniali Ligurów od sąsiednich Celtów, choć zauważali podobieństwo ich zwyczajów.
Według Xavier Delamarre, język liguryjski jest językiem celtyckim – toponimy Genua i Genewa wywodzi się z korzenia celtyckiego (*genu). Z drugiej strony, Henri d'Arbois de Jubainville uważa język liguryjski za przedindoeuropejski, opierając się na przyrostkach w toponimii liguryjskiej. Według niego, język liguryjski odznaczał się podobieństwem do języka Sykanów na Sycylii.

## Literatura
- Barruol, G. (1999) Les peuples pré-romains du sud-est de la Gaule — Etude de géographie historique, 2d ed., Paris
- Delamarre, X. (2003). Dictionaire de la Langue Gauloise (2nd ed.). Paris: Editions Errance. ISBN 2-87772-237-6
- Strabo (1917) The Geography of Strabo I. Horace Jones, translator. Loeb Classical Library. London, William Heineman.
- Фалилеев, А. И. (2011) Вопросы лигурского языкознания: Ligurica sub specie Celto-Liguricae et Indo-Germanicae. — Вопросы языкознания, 2011, № 3, 85-113.